# Ginglymia acrirostris
Ginglymia acrirostris är en tvåvingeart som beskrevs av Townsend 1892. Ginglymia acrirostris ingår i släktet Ginglymia och familjen parasitflugor. Inga underarter finns listade i Catalogue of Life.